# كيرين جوردان
كيرين جوردان (بالإنجليزية: Keryn Jordan)‏ (1 نوفمبر 1975 ببريتوريا في جنوب أفريقيا - 21 أكتوبر 2013 ببريتوريا في جنوب أفريقيا) هو لاعب كرة قدم جنوب أفريقي في مركز الهجوم. شارك مع منتخب جنوب أفريقيا لكرة القدم. أما مع النوادي، فقد لعب مع سوبر سبورت يونايتد ونادي أوكلاند سيتي ووايتاكيري يونايتد وموروكا سوالوز ومانينغ رانغيرز ‏.

## وصلات خارجية
- كيرين جوردان على موقع الاتحاد الدولي (مؤرشف)  (الإنجليزية)
- كيرين جوردان على موقع قاعدة بيانات كرة القدم.إي يو (الإنجليزية)
- كيرين جوردان على موقع ناشيونال فوتبول تيمز (الإنجليزية)